# سیارک ۲۹۷۵
سیارک ۲۹۷۵ (به انگلیسی: 2975 Spahr، نامگذاری:1970AF1) دو هزار و نهصد و هفتاد و پنجمین سیارک کشف شده‌است که در ۸ ژانویه ۱۹۷۰ کشف شد.
قدر مطلق سیارک برابر ۱۲٫۷۰ است.